# Cielmów
Cielmów (deutsch Zilmsdorf) ist ein Dorf in der Landgemeinde Tuplice (Teuplitz) im Powiat Żarski (Sorauer Kreis) der polnischen Woiwodschaft Lebus.

## Geographische Lage
Das Dorf liegt in Brandenburg zwischen den Oder-Nebenflüssen Bober (Bóbr) und Lubsza (Lubst/Lubis), etwa drei Kilometer südöstlich von Tuplice (Teuplitz), 20 Kilometer westlich von Żary (Sorau) und 55 Kilometer südwestlich von Zielona Góra (Grünberg in Schlesien). Bad Muskau im Südwesten ist etwa 14 Kilometer entfernt. Die Entfernung zum nordwestlich gelegenen Trzebiel (Triebel) in der Niederlausitz beträgt ca. fünf Kilometer; Cielmów selbst gehört noch zur historischen Oberlausitz.

## Geschichte

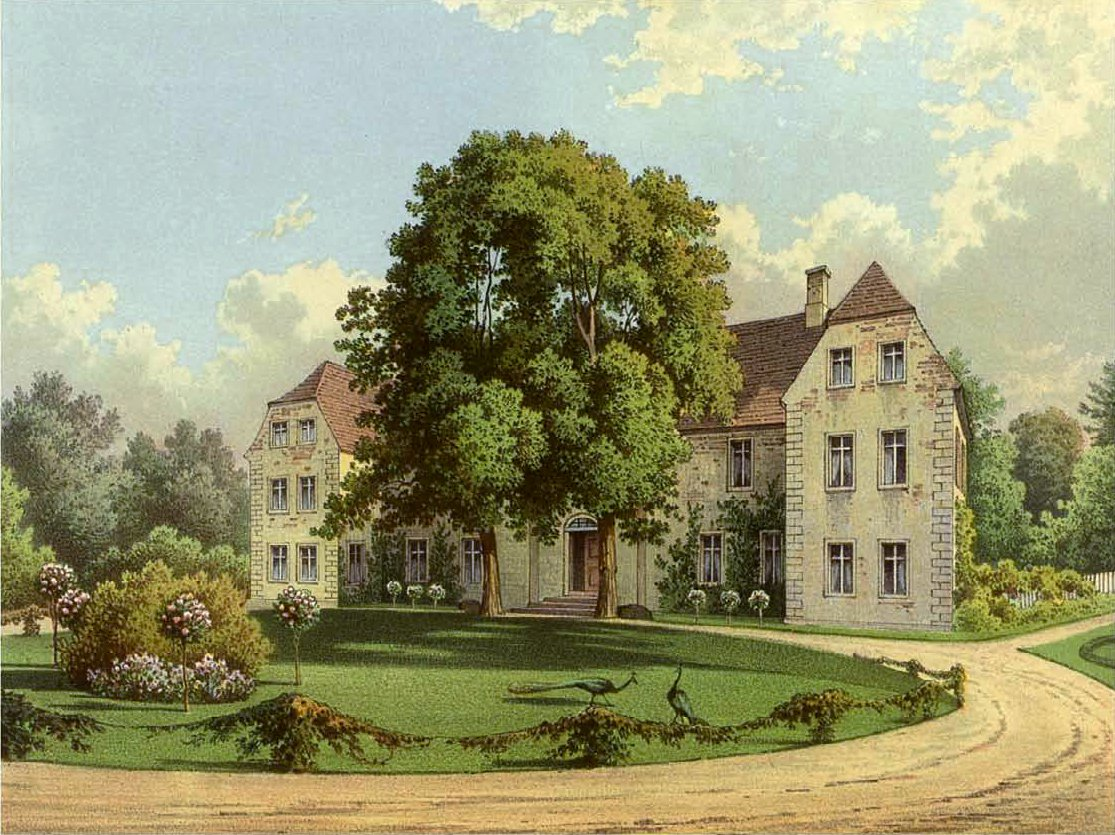
Rittergut Zilmsdorf um 1860, Sammlung Alexander Duncker

In der Umgebung der Ortschaft waren im frühen 19. Jahrhundert zahlreiche Urnen-Begräbnisstätten aus vorchristlicher Zeit nachgewiesen worden. Im 18. Jahrhundert hieß der Ort Zillmsdorf und Zillmsdorff.
Um 1818 gab es in dem Dorf und Rittergut Zilmsdorf ein Vorwerk, eine Schäferei und drei Wassermühlen. Die Bewohner des Orts ernährten sich hauptsächlich von der Landwirtschaft. Der Ackerboden der Gemarkung des Dorfs eignete sich größtenteils für den Roggenanbau. In der Gemarkung befand sich auch ein Weinberggrundstück; um 1842 hatte es Ernst Gottlieb Hänsch aus Rothenburg besessen.  1858 bewirtschafteten 31 bäuerliche Landbesitzer zusammen etwa 300 Morgen Acker-, Wiesen- und Gartenland.
Das Rittergut war seit Jahrhunderten ein Vasallengut der Standesherrschaft Muskau gewesen und hatte sich seit etwa 1550 im Besitz eines Zweigs der Familie Reibnitz befunden. Um 1840 war nur noch eine Wassermühle vorhanden, und Besitzerin des Guts war eine geschiedene Frau Linke, geb. v. Reibnitz.  Im Jahr 1858 gehörten zu dem Gutsbesitz eine Schäferei, eine Ziegelei, 711 Morgen Wald, 25 Morgen Hutung mit altem Eichenbestand, 25 Morgen Teiche und ca. 500 Morgen Acker- und 151 Morgen Wiesenland. Um 1864 besaß Hermann v. Reibnitz das Gut.
Um 1945  gehörte Zilmsdorf   zum Landkreis Sorau (Lausitz)  im Regierungsbezirk Frankfurt  der preußischen Provinz Brandenburg des Deutschen Reichs.
Im Frühjahr 1945 wurde die Region von der Roten Armee besetzt und nach Ende des Zweiten Weltkriegs  zusammen mit einem Teil Brandenburgs und dem größten Teil Schlesiens von der Sowjetunion gemäß dem Potsdamer Abkommen der Volksrepublik Polen zur Verwaltung  unterstellt. In der Folgezeit wurde die deutsche Bevölkerung vertrieben.

### Demographie
| Jahr | Einwohnerzahl | Anmerkungen                                                                                              |
| ---- | ------------- | --- |
| 1818 | 163           | [ 4 ] |
| 1840 | 175           | in 32 Häusern                                                                                            |
| 1858 | 226           | Ende Dezember, in 38 Privatwohnhäusern                                                                   |
| 1864 | 189           | in 39 Häusern                                                                                            |
| 1867 | 174           | am 3. Dezember, ohne das Gut mit 35 Einwohnern                                                           |
| 1871 | 167           | am 1. Dezember, ohne das Gut mit 25 evangelischen Einwohnern; davon 165 Evangelische und zwei Katholiken |
| 1910 | 396           | am 1. Dezember, ohne den Gutsbezirk mit 35 Einwohnern                                                    |
| 1933 | 485           | [ 12 ]                                                                                                   |
| 1939 | 409           | [ 12 ]                                                                                                   |